# Юск Парк
Юск Парк (JYSK park) — футбольний стадіон у Сількеборзі, Данія. Стадіон є домашньою ареною для клубів ФК «Сількеборг» і ФК «Янг Бойз ФД» і вміщує 10 000 глядачів.

## Історія
Будівництво JYSK Park почалося у 2015 році й завершилося влітку 2017 року. Відкритий 31 липня 2017 року матчем між командами «Сількеборг» і Орхус. Господарі перемогли з рахунком 2–1. На грі були присутні 9 411 глядачів. Футболіст «Сількеборга» Густав Нільссон став першим автором гола на стадіоні.
Стадіон розташований у Сьойланде поруч з ареною JYSK. Будівництво стадіону було результатом співпраці між власниками клуба «Сількеборг» та муніципалітетом Сількеборга, орієнтовна вартість 130 мільйонів крон. Муніципалітет профінансував 60 мільйонів на будівництво, а клуб вніс решту 70 мільйонів.
Поле JYSK Park складається зі штучного покриття.

## Галерея

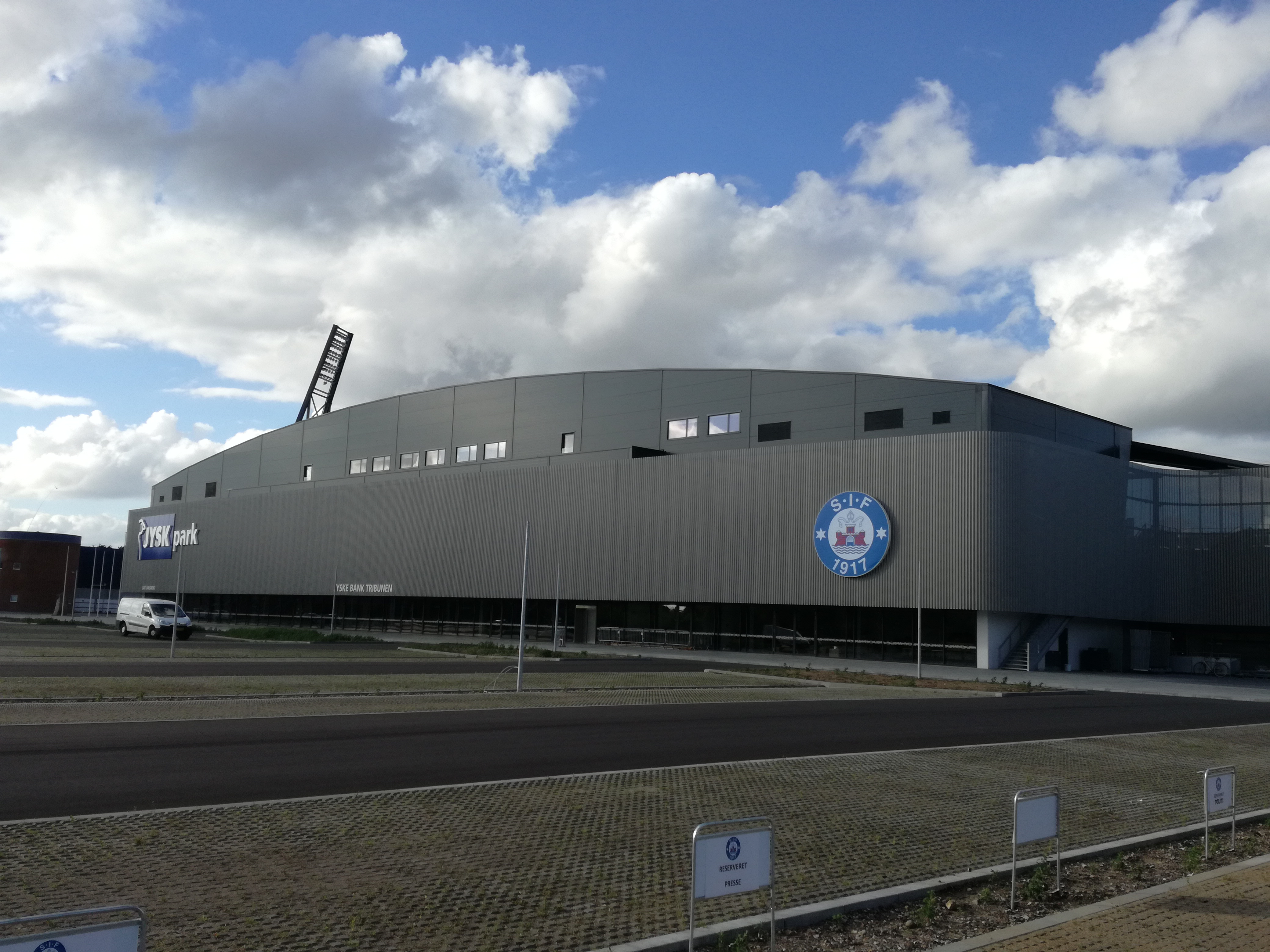
Зовнішній вигляд стадіону